# يارا
يارا (1 يونيو 1983 -)، مغنية لبنانية.

## حياتها
ولدت كارلا نزيه البرقاشي لأسره تتكون من أب (نزيه) وأم (رولا) التي ترافقها أينما ذهبت وأخت تكبرها وأخ اسمه (ملحم) وتأتي هي بالمرتبة الأخيرة. وهي من منطقة تسمى دير الأحمر في البقاع. تكره الغرور والوحدة وتحب أن تقضي وقتها بعيد عن العمل سواء مع أصحابها أو أهلها.
وعند سؤالها عن يارا الإنسانة أجابت:
.

## مشوارها الفني
في سنة 1998 اشتركت في برنامج كأس النجوم على شاشة المؤسسة اللبنانية للإرسال بإسمها الحقيقي كارلا وفازت بالكأس غابت ثم عادت للساحة الفنية.
بدأت يارا مشوارها الفني بمساعدة من الملحن طارق أبو جودة الذي قدمها لجمهور واختار لها اسمها الفني (يارا) أولى تجاربها الاحترافية بكليب حب كبير سنة 2004 وعرضت على قنوات ميلودي وقتها بشكل مكثف.
أصدرت ألبومها الأول في 2005 بعنوان «توصى في» والتي صورتها تحت إدارة المخرجة ليلى كنعان وصورت منه أيضا بحلم بعينك مع المخرج طوني قهوجي.
غنت دويتو مع فضل شاكر في 2006 بعنوان اخذني معك مما ساهم في انتشارها عربيا وصورت تحت إدارة المخرج سعيد الماروق. ثم أطلقت أغنيتها الخليجية الأولى «صدفة» سنة 2007 وأدتها للمرة الأولى اثناء مشاركتها كضيفة في أحد برامج ستار اكاديمي وحققت نجاحا بشكل خاصة وصورتها لاحقا مع المخرجة ميرنا خياط لتطرحه لاحقا ضمن البوم خليجي حمل عنوان «لآليء خليجية»

## ألبومات
| الألبوم      | العام       | المنتج         | الأغاني |
| ------------ | ----------- | -------------- | --- |
| توصي في      | 2005        | ميلودي         | الف زيك، أيام، بلا عشق، حب كبير، توصي فيى، لما تتطلع، لو بص لي، نسيتني زمان، وانا جنبك                                                                                        |
| إنت مني      | 2008        | ميلودي         | قالي لأ، حاول مرة، حسك عينك، بحلم بعينيك، بجملة إللي، إنت مني، إنت مني (ريمكس)، هدي أعصابك، جايي، ما يهمك                                                                     |
| لآلئ خليجية  | 2 يونيو2009 | ميلودي         | صدفة، أدري، أنا إنسانة، تذكر يوم، رغبة مني، سكر زيادة، سلّمولي، كل شيء تجذب، ما روم، ما عاد فيني روح، من هي، ناسيك، نظر عيني، نلوم الوقت، يا حبيبي علامك، يا حبي الأول والاخير |
| كستنا        | ديسمبر2012  | تي ميوزيك      | الليلة ليلة الميلاد، يا ثلج نزال، كستنا، العيد ببيروت، لعنا جايي العيد، ضوي السما                                                                                             |
| عايش بعيوني  | 2014        | وتري-تي ميوزيك | اه منك يا هوى، بتحب، بتروح، بيت حبيبي، عم غني، قول، مغروم، ما بعرف، هيدا هيدا، يا ريت، يا عايش بعيوني                                                                         |
| معذبني الهوا | 2017        | تي ميوزيك      | معذبني الهوي، مبقتش تسأل عني، حاسس، اذا مش انت، مين، مش مستاهله، غريبة، بحر هموم، خلوني معه                                                                                   |
| غير الناس    | 2021        | وتري-تي ميوزك  | غير الناس، يمرني طاريك، على المكشوف، من علمك، ما ودعوني، ساري، مليت، صد و رد، هلا مرحب، اه عالمكتوب                                                                           |
| مليت         | 2021        | وتري-تي ميوزك  | مليت، بعدك هون، ياهوى، انا رحت منك، غازلني زيادي، راحو، السهره هتحلو، من ورا قلبي، عايش فيي                                                                                   |

## فيديو كليبات
| الأغنية                                   | المنتج         | المخرج       |
| ----------------------------------------- | -------------- | ------------ |
| حب كبير على يوتيوب                        | ميلودي         | إيلي ف. حبيب |
| توصى في على يوتيوب                        | ميلودي         | ليلى كنعان   |
| بحلم بعينيك على يوتيوب                    | ميلودي         | طوني قهوجي   |
| لو بص لي على يوتيوب(حفلة)                 | ال بي سي       | طوني قهوجي   |
| صدفة على يوتيوب(حفلة)                     | إم بي سي       | باسم كريستو  |
| صدفة على يوتيوب                           | ميلودي         | ميرنا خياط   |
| بتلف الدنيا على يوتيوب(فيلم أحلام حقيقية) |                | محمد جمعة    |
| إنت مني على يوتيوب                        | ميلودي         | ليلى كنعان   |
| إنت مني (ريمكس)                           | ميلودي         | ليلى كنعان   |
| هدي أعصابك على يوتيوب(حفلة)               | إم بي سي       | باسم كريستو  |
| ما يهمك على يوتيوب                        | ميلودي         | جو بو عيد    |
| أنا إنسانة على يوتيوب                     | ميلودي         | جو بو عيد    |
| حاول مرة على يوتيوب                       | ميلودي         | جو بو عيد    |
| شفتو من بعيد على يوتيوب                   | ميلودي         | جو بو عيد    |
| ودي بخبر على يوتيوب                       | تي ميوزيك      | فادي حداد    |
| صح ابتدينا على يوتيوب                     | وتري-تي ميوزيك | جاد شويري    |
| يا عايش بعيوني على يوتيوب                 | وتري تي ميوزيك | جاد شويري    |
| ما بعرف على يوتيوب                        | تي ميوزيك      | ناصر فقيه    |
| بيت حبيبي على يوتيوب                      | تي ميوزيك      | جاد شويري    |
| معذبني الهوا على يوتيوب                   | تي ميوزيك      | ناصيف الريس  |
| بحر هموم على يوتيوب                       | تي ميوزيك      | جيل الغبري   |
| ما تهون على يوتيوب                        | تي ميوزيك      | جيل الغبري   |
| مليت على يوتيوب بمشاركة دوزي ودي جي يوسف  | تي ميوزيك      | جيل الغبري   |
| شو بدو على يوتيوب                         | تي ميوزيك      | سركيس ريشا   |
| غير الناس على يوتيوب                      | تي ميوزيك      | نويل باسيل   |
| عالمكشوف على يوتيوب                       | تي ميوزيك      | وليد ناصيف   |
| ما يهمك يا بيروت على يوتيوب               | تي ميوزيك      | ساري منير    |
| عايش فيي على يوتيوب                       | تي ميوزيك      | سليمي        |
| مش بمزاجك على يوتيوب                      | تي ميوزيك      | ريشا سركيس   |

## أغاني مشتركة
| الأغنية                                                                                     | المنتج | المخرج        |
| ------------------------------------------------------------------------------------------- | ------ | ------------- |
| أخدني معك (مع فضل شاكر)                                                                     | روتانا | سعيد الماروق. |
| الضمير العربي (مع المجموعة)                                                                 |        | أحمد العريان  |
| الأوبريت الغنائي أمي ثم أمي (مع: تامر حسني، هيثم شاكر، رامي عياش، جنات) - إخراج             |        | عثمان أبو لبن |
| أحسن ناس (مع: إيوان، حسام حبيب، محمود العسيلي، هيثم سعيد، مي سليم، بشرى)                    |        |               |
| الموعد الضائع (مع: راشد الماجد)                                                             |        |               |
| أنت أول انسان (مع: حسين الجسمي)                                                             |        |               |
| ايه أحبك (مع فؤاد عبد الواحد)                                                               |        |               |
| أوبريت لا مستحيلا (مع ملحم زين، صابر الرباعي، وليد توفيق، أسما لمنور، وغيرهم من نجوم العرب) |        |               |

## أغاني مسلسلات
- (2021): كل الحكاية
- (2021): آه عالمكتوب ولاد العم
- (2018):حدوتة حب
- (2017):إقبال يوم أقبلت
- (2017):نصيبي وقسمتك 2
- (2015):زواج بالإكراه
- (2014):جرح السنين
- (2014):الإخوة
- (2013):لارا
- (2006): صاحبة الامتياز (مسلسل)

## مشاركتها كعضو لجنة تحكيم
في مارس 2018 شاركت عضوة لجنة تحكيم في برنامج «نجوم بلا حدود» الموسم الثاني على شاشة قناة الآن بمشاركة فايا يونان ووائل منصور
في عام 2011 شاركت كعضو لجنة تحكيم في برنامج (نجم الخليج) على قناة دبي، نظرا لشهرتها الواسعة ولجمهورها العريض في الخليج العربي بجانب الفنانيين عبدالله الرويشد و فايز السعيد 

## الجوائز
1. جائزة كأس النجوم: كأفضل فنانة واعدة
2. جائزة سارليفو: لأحسن مغنية لبنانية
3. جائزة البوسنة: يارا كانت تمثل بلدها مع أربع وثلاثين دولة وحصلت على المرتبة الأولى
4. جائزة الموريكس دور: كأفضل مطربة واعدة لعام 2005
5. جائزة الموريكس دور: كأفضل مطربة لبنانية لعام 2005
6. جائزة الموريكس دور: كأفضل فنانة لبنانية لعام 2006
7. جائزة الموريكس دور: كأفضل ديو لعام 2006 (ديو اخدني معك)
8. جائزة الموريكس دور: كأطول أوبريت لعام 2006 (الضمير العربي)
9. جائزة الموريكس دور: أفضل مطربة لبنانية لعام 2008
10. جائزة الموريكس دور: كأفضل فنانة لبنانية لعام 2009
11. جائزة الموريكس دور: كأفضل فيديو كليب لعام 2009 (ما يهمك)
12. درع الشرف الشركاء الداعمون: من حملة تشجيع حماية النساء من العنف الأسري لعام 2010
13. جائزة من الجامعة الأمريكية للثقافة والتعليم: (AUCE) لعام 2011
14. درع الشرف من جمعية الهلال الأحمر: لمعالجة المصابين بمرض التهاب الكبد لعام 2014
15. درع الشرف من نادي الحكمة بلبنان: لعام 2015 في كازينو لبنان
16. جائزة الموريكس دور: كأفضل مطربة لبنانية لعام 2014
17. جائزة The Luxury Network : كأفضل مطربة عربية لعام 2018
18. جائزة مهرجان ضيافة الدولي في دورته الرابعة: كأفضل مطربة لبنانية عام 2020

## وصلات خارجية
- يارا على موقع قاعدة بيانات الأفلام العربية
- يارا على موقع ميوزك برينز (الإنجليزية)
- يارا على موقع ديسكوغز (الإنجليزية)